# Акация (посёлок)
Акация — посёлок в Яшкинском районе Кемеровской области России. Административный центр Акациевского сельского поселения.

## История
В 1967 г. Указом Президиума Верховного Совета РСФСР посёлок Власковского карьера переименован в Акация.
Согласно Закону Кемеровской области от 17 декабря 2004 года № 104-ОЗ «О статусе и границах муниципальных образований» посёлок является центром Акациевского сельского поселения.

## География
Находится на р. Власкова (приток р. Томь).

## Население
| 2010 |
| ---- |
| 906  |

## Инфраструктура
Власковский карьер

## Транспорт
Проходит автомобильная дорога муниципального значения.